# ۹۹۸ (خورشیدی)
۹۹۸ نهصد و نود و هشتمین سال هجری خورشیدی است.

## مناسبت‌ها
== رویدادها ==تاج گذاری دومین شاه صفوی
== زادگان ==حاج محمود لطف اللهی
صالح افتخاری
کیم کارداشیان
== درگذشتگان == شیخ الله کریمانی